# Finale della Coppa delle nazioni africane 2023
La finale della Coppa delle nazioni africane 2023 si è disputata l'11 febbraio 2024 allo stadio olimpico Alassane Ouattara di Abidjan. Essa è stata vinta dalla Costa d'Avorio, al terzo successo nella manifestazione, dopo aver sconfitto la Nigeria con il punteggio di 2-1.

## Le squadre
| Squadra        | Finali (o spareggi) disputate in precedenza (il grassetto indica la vittoria) |
| -------------- | ----------------------------------------------------------------------------- |
| Nigeria        | 7 (1980, 1984, 1988, 1990, 1994, 2000, 2013)                                  |
| Costa d'Avorio | 4 (1992, 2006, 2012, 2015)                                                    |

## Cammino verso la finale

### Tabella riassuntiva del percorso
| Squadra            | Pt | G |
| ------------------ | -- | - |
| Guinea Equatoriale | 7  | 3 |
| Nigeria            | 7  | 3 |
| Costa d'Avorio     | 3  | 3 |
| Guinea-Bissau      | 0  | 3 |

| Squadra            | Pt | G |
| ------------------ | -- | - |
| Guinea Equatoriale | 7  | 3 |
| Nigeria            | 7  | 3 |
| Costa d'Avorio     | 3  | 3 |
| Guinea-Bissau      | 0  | 3 |

## Tabellino
| Arbitro: | Dahane Beida |

|                  |           |                       |
| Troost-Ekong 38’ | Marcatori | 62’ Kessié 81’ Haller |

| Nigeria | Costa d'Avorio |

| P             | 23           | Stanley Nwabili      | 53’ |     |
| D             | 6            | Semi Ajayi           |     |     |
| D             | 5            | William Troost-Ekong |     |     |
| D             | 21           | Calvin Bassey        |     |     |
| C             | 2            | Ola Aina             | 90’ |     |
| C             | 8            | Frank Onyeka         |     | 86’ |
| C             | 17           | Alex Iwobi           |     | 79’ |
| C             | 3            | Zaidu Sanusi         |     | 86’ |
| A             | 11           | Samuel Chukwueze     |     | 56’ |
| A             | 9            | Victor Osimhen       |     |     |
| A             | 18           | Ademola Lookman      |     | 79’ |
| Sostituzioni: |              |                      |     |     |
| A             | 15           | Moses Simon          |     | 56’ |
| C             | 4            | Alhassan Yusuf       |     | 79’ |
| A             | 14           | Kelechi Iheanacho    |     | 79’ |
| C             | 10           | Joe Aribo            |     | 86’ |
| A             | 24           | Terem Moffi          |     | 86’ |
| Allenatore:   |              |                      |     |     |
| José Peseiro  | José Peseiro | José Peseiro         | 28’ |     |

| P             | 1  | Yahia Fofana         | 87’   |       |
| D             | 17 | Serge Aurier         | 54’   | 70’   |
| D             | 7  | Odilon Kossounou     |       |       |
| D             | 21 | Evan Ndicka          | 90+7’ |       |
| D             | 3  | Ghislain Konan       |       |       |
| C             | 8  | Franck Kessié        |       |       |
| C             | 4  | Jean Michaël Seri    |       | 90+2’ |
| C             | 6  | Seko Fofana          |       | 88’   |
| A             | 15 | Max Gradel           |       | 70’   |
| A             | 22 | Sébastien Haller     |       | 88’   |
| A             | 24 | Simon Adingra        |       |       |
| Sostituzioni: |    |                      |       |       |
| D             | 5  | Wilfried Singo       |       | 70’   |
| A             | 14 | Oumar Diakité        |       | 70’   |
| A             | 11 | Jean-Philippe Krasso |       | 88’   |
| C             | 18 | Ibrahim Sangaré      |       | 88’   |
| C             | 27 | Jean Thierry Lazare  |       | 90+2’ |
| Allenatore:   |    |                      |       |       |
| Emerse Faé    |    |                      |       |       |

| Assistenti arbitrali: Emiliano Dos Santos (Angola) Diana Chicotesha (Zambia) Quarto ufficiale: Bouchra Karboubi (Marocco) Assistente di riserva: Seydou Tiama (Burkina Faso) VAR: Mohamed Ashour (Egitto) Assistenti al VAR: Maria Rivet (Mauritius) Mohamed Ibrahim (Sudan) | Regole dell'incontro: - due tempi regolamentari da 45 minuti ciascuno; - due tempi supplementari da 15 minuti ciascuno in caso di parità; - tiri di rigore in caso di ulteriore parità; inizialmente cinque per squadra, e a oltranza fino a spareggio in caso di ulteriore parità; - numero massimo di 23 giocatori per squadra a referto (11 in campo e 12 come potenziali sostituti); - cinque sostituzioni permesse nei tempi regolamentari; una sesta permessa nei tempi supplementari. |

## Statistiche
| Statistiche       | Nigeria | Costa d'Avorio |
| ----------------- | ------- | -------------- |
| Reti segnate      | 1       | 2              |
| Tiri totali       | 5       | 18             |
| Tiri in porta     | 1       | 8              |
| Parate            | 5       | 0              |
| Possesso palla    | 38%     | 62%            |
| Calci d'angolo    | 4       | 5              |
| Falli commessi    | 18      | 15             |
| Fuorigioco        | 0       | 0              |
| Cartellini gialli | 2       | 3              |
| Cartellini rossi  | 0       | 0              |